# Isla La Florida
Isla La Florida är en ö i Mexiko. Den ligger i delstaten Tamaulipas, i den östra delen av landet. Arean är 1,7 kvadratkilometer.